# Bobby Deerfield
Pour plus de détails, voir Fiche technique et Distribution.
Bobby Deerfield est un film américain réalisé par Sydney Pollack, sorti en 1977. Il s'agit d'une adaptation du roman Le ciel n'a pas de préférés (Der Himmel kennt keine Günstlinge) d'Erich Maria Remarque.

## Synopsis
Bobby Deerfield (Al Pacino) est un jeune champion de Formule 1 méticuleux, ordonné et obnubilé par la victoire. Il assiste un jour à un accident dans lequel un pilote meurt et où un autre est gravement blessé. En lui rendant visite à la clinique, Bobby rencontre Lilian Romelli (Marthe Keller). Alors que le pilote respire la mort, la jeune femme éclate de vie. Pourtant, elle est atteinte d'un mal incurable.

## Fiche technique
Sauf indication contraire, les informations mentionnées dans cette section peuvent être confirmées par la base de données cinématographiques IMDb,  présente dans la section « Liens externes ».
- Titre original : Bobby Deerfield
- Réalisateur : Sydney Pollack, assisté de Paul Feyder
- Scénario : Alvin Sargent, d'après le roman Le ciel n'a pas de préférés (Der Himmel kennt keine Günstlinge) d'Erich Maria Remarque
- Direction artistique : Stephen B. Grimes
- Décors : Gabriel Béchir
- Photographie : Henri Decaë
- Cascade : Rémy Julienne, accident course automobile
- Cascade : Roland Urban, incendie course automobile
- Montage : Fredric Steinkamp
- Musique : David Grusin
- Production : Sydney Pollack

Producteur délégué : John Foreman
- Sociétés de production : Columbia Pictures, Warner Bros. et First Artists
- Distribution : Columbia Pictures
- Studios : Paris-Studios-Cinéma (Studios de Billancourt)
- Genre : drame, sport, romance
- Durée : 124 minutes
- Dates de sortie[1] :
  -  France : septembre 1977 (Festival du cinéma américain de Deauville)
  -  États-Unis : 29 septembre 1977 (sortie limitée à New York)
  -  France : 16 novembre 1977

## Distribution
- Al Pacino (VF : Bernard Murat) : Bobby Deerfield
- Marthe Keller : Lilian Romelli
- Anny Duperey : Lydia
- Jaime Sánchez : Delveccio
- Gérard Hernandez : Carlos Del Montanaro, l'homme de la montgolfière
- Féodor Atkine : Tommy
- Patrick Floersheim : Mario
- Romolo Valli : oncle Luigi
- André Valardy : le chasseur d'autographes
- Monique Lejeune : Catherine, femme de Bertrand Modave
- Guido Alberti : le jardinier du parc
- Dominique Briand : le reporter
- Maurice Vallier : le prêtre
- Mickey Knox : un touriste
- Maurice Baquet
- Franco Ressel : l'homme avec le chien
- Tom Pryce, James Hunt, José Carlos Pace, Mario Andretti et Patrick Depailler : des pilotes
- Rémy Julienne, cascade auto (accident formule I)
- Roland Urban, cascade feu (accident formule I)
- Dominique Lo Méo, cascade feu, conseiller technique (accident Formule I)

## Production

### Genèse et développement
Le scénario est une adaptation du roman Le ciel n'a pas de préférés (Der Himmel kennt keine Günstlinge) de l'écrivain allemand Erich Maria Remarque, publié en 1961. Alors que le poste de réalisateur avait été proposé à François Truffaut, Sydney Pollack reçoit le script par l'intermédiaire de son ami acteur Dabney Coleman. Ce dernier suggère Gene Hackman pour le rôle principal.
Le rôle du pilote est proposé à Paul Newman, passionné de course automobile. L'acteur préfère cependant refuser. Catherine Deneuve voulait quant à elle fortement le rôle de Lillian, qui revient finalement à l'actrice suisse Marthe Keller.
Al Pacino et Marthe Keller se rencontrent sur ce film. Ils resteront en couple jusqu'en 1984.

### Tournage
Le tournage a lieu notamment en France (Paris, Le Mans et le circuit Bugatti, studios de Boulogne, circuit de Nevers Magny-Cours, Gadancourt) . Les prises de vues des courses sont réalisées durant le championnat du monde de Formule 1 1976, notamment en Espagne, France, Angleterre, Belgique et Monte-Carlo.
Ne sachant pas du tout conduire, Al Pacino a pris des cours pour le film.

## Accueil
Le film est plutôt mal accueilli par la presse américaine, qui y voit trop de mélodrame et une intrigue accablante. Sur l'agrégateur américain Rotten Tomatoes, il récolte 31 % d'opinions favorables pour 13 critiques et une note moyenne de 4,37⁄10. Sur Metacritic, il obtient une note moyenne de 47⁄100 pour 10 critiques. Dans le magazine Time Out, on peut notamment lire que film est un « exemple classique d'un réalisateur hollywoodien ayant eu une crise cardiaque artistique dès qu'il met les pieds en Europe ».
Dans son Dictionnaire du cinéma (1992), Jacques Lourcelles écrit à propos du film : « Le film reflète la contradiction féconde sur laquelle repose la meilleure part de l’œuvre de Pollack : une énergie, une vitalité souvent étonnante de conteur et de dramaturge sont liés chez lui à une obsession de la dégradation et de la mort. »
Côté box-office, le film ne connait pas un grand succès. Il ne récolte que 9 300 000 $ sur le sol américain. En France, Bobby Deerfield n'attire que 388 490 entrées.

## Distinction
- Golden Globes 1978 : nomination au Golden Globe du meilleur acteur dans un film dramatique pour Al Pacino[11]

## Hommage
Le film est dédié à la mémoire du pilote automobile José Carlos Pace, doublure d'Al Pacino pour les scènes de course. Il est décédé dans un accident d'avion en mars 1977. Le film est également dédié à la mémoire de Tom Pryce décédé lors d'un accident lors du grand Prix automobile d'Afrique du Sud 1977.